# Hamlin Motor Company
Hamlin Motor Company, vorher Hamlin-Holmes Motor Company, war ein US-amerikanischer Hersteller von Automobilen.

## Unternehmensgeschichte

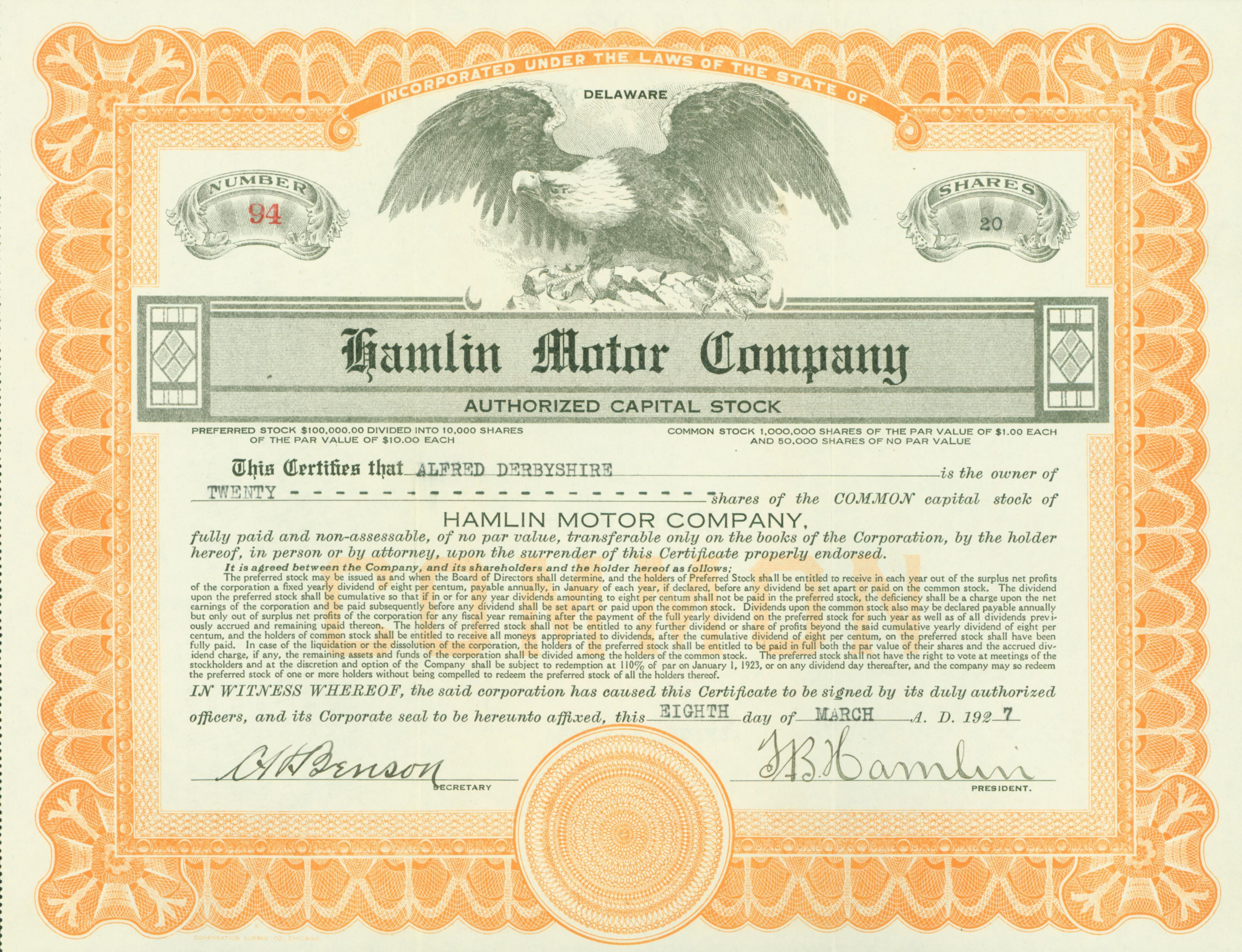
Aktie der Hamlin Motor Company vom 8. März 1927

F. B. Hamlin aus Chicago war Geldgeber und E. R. Holmes Ingenieur. Sie gründeten 1919 die Hamlin-Holmes Motor Company. Im gleichen Jahr fertigten sie ein Fahrzeug in Denver in Colorado. Dann zogen sie weiter nach Detroit in Michigan. Dann ließen sie sich 1920 in Chicago in Illinois nieder. Das Werk befand sich im nahegelegenen Harvey. Die Partner produzierten dort einige Automobile. Der Markenname lautete zunächst Hamlin-Holmes.
Holmes schied irgendwann aus dem Unternehmen aus. Der Markenname wurde 1930 auf  Hamlin geändert. Im gleichen Jahr endete die Produktion.

## Fahrzeuge
Das Unternehmen setzte auf Fahrzeuge mit Frontantrieb. Das erste Modell hatte einen Vierzylindermotor von Lycoming. Das Fahrgestell hatte 290 cm Radstand. Aufbau war ein offener Tourenwagen. Eine Quelle sieht eine Ähnlichkeit zum Ford Modell T.
1926 wurde ein Rennwagen beim Autorennen Indianapolis 500 eingesetzt. Fahrgestell und Motor stammten von Ford. In der Qualifikation wurde Platz 25 von 28 Teilnehmern erzielt. Im Rennen kam das Aus nach Runde 23.
Weitere Personenkraftwagen hatten zugekaufte Karosserien von Cleveland und Moon.
Das letzte Fahrzeug ähnelte einem Graham. Es war eine viertürige Limousine.